# كأس إستونيا 2012–13
كأس إستونيا 2012–13 (بالإستونية: Eesti jalgpalli 2012/2013. aasta karikavõistlused)‏ هو الموسم 21 من كأس إستونيا. أقيم خلال الفترة 5 يونيو 2012 وحتى 18 مايو 2013، وأشرف على تنظيمه اتحاد إستونيا لكرة القدم، وكان عدد الأندية المشاركة فيه 112، وفاز فيه نادي فلورا.